# Cap d'Urdet
El Cap d'Urdet és una muntanya de 2.240 metres que s'aixeca a l'extrem oriental de la Serra del Verd, entre els Tres Collets i el coll de Pradell.
És el tercer cim en altura de la serra. Del pic es deriva, cap a l'est, la Serra de les Comes fins al Coll de Gósol i cap al sud una llarga carena cap al Pujalt i el coll de la Creu de Jovells. És partió dels termes municipals de Gòsol, al Berguedà, i la Coma i la Pedra, al Solsonès. Al cim hi ha un vèrtex geodèsic (referència 276087001).